# Речек, Влодзимеж
Влодзимеж Вацлав Речек (пол. Włodzimierz Wacław Reczek; 24 февраля 1911 — 28 марта 2004) — польский спортивный и политический деятель, деятель международного олимпийского движения, автор научных книг и статей об организации спорта и туризма, доктор юридических наук, кавалер Ордена Белого орла.

## Биография
Влодзимеж Речек родился 24 февраля 1911 года в Кракове (Польша). До 1945 года постоянно проживал в Кракове в районе Дембники (пол. Dębniki (Kraków)).
В студенческие годы входил в небольшую левую организацию «Молодёжный легион» (пол. Legion Młodych). В эту же группу входил Станислав Вальчак, будущий министр юстиции Польши в правительстве Юзефа Циранкевича. В 1930—1932 годах участвовал в Организации молодёжи Общества Университета Рабочего (пол. Organizacja Młodzieży Towarzystwa Uniwersytetu Robotniczego) (молодёжная социалистическая организация, связанная с Польской социалистической партией). В 1932—1936 годах участвовал в Ассоциации пацифистов (пол. Związku Pacyfistów), а в 1934—1936 годах был участником Союза независимой социалистической молодёжи. Занимался альпинизмом.
Окончил Ягеллонский университет в 1936 году и до Второй мировой войны работал юрисконсультом. В 1939—1945 годах участвовал в движении сопротивления, с 1941 по 1945 как член подпольной Польской социалистической партии — WRN, в это время сблизился с Юзефом Циранкевичем (будущим премьер-министром Польши, с которым сохранил дружеские связи на всю жизнь) и Люцианом Мотыкой (пол. Lucjan Motyka) (будущим министром культуры Польши). В 1944—1945 годах был секретарём Воеводского комитета Польской социалистической партии в Кракове.
С 1945 по 1948 годы был членом краковского отделения Польской социалистической партии и в период с ноября 1945 по декабрь 1948 — секретарём Центрального Исполнительного комитета (пол. CKW) Польской социалистической партии в Варшаве. После объединения ППС и ПРП в Польскую объединённую рабочую партию являлся членом Центрального комитета этой партии с 21.12.1948 года по 1968 год, членом Оргбюро (пол. Biuro Organizacyjne) ЦК ПОРП c 1948 по 1954 год, заместителем управляющего (пол. Zastępca Kierownika) Организационным отделом (пол. Wydział Organizacyjny) ЦК ПОРП с 01.01.1949 по 1952 год, членом Центральной Ревизионной Комиссии ЦК ПОРП с 16.11.1968 по 1971 год.
В 1945—1956 годах избирался в Крайову Раду Народову (от ППС), Законодательный Сейм (от ППС) и Сейм Польской Народной Республики первого созыва (от ПОРП). В Законодательном Сейме был председателем Комитета по культуре и искусству.
После войны он был директором Кооперативного Издательства «Знание» и заместителем директора Кооперативного Издательства «Читатель» (пол. Spółdzielnia Wydawnicza „Czytelnik”) (1950—1954).
С 10.1952 по 23.03.1973 возглавлял главный орган государственного управления спортом — являлся председателем Главного комитета по физической культуре (пол. Główny Komitet Kultury Fizycznej) (с 1960 года — Главный комитет по физической культуре и туризму). В 1952—1973 годах был также президентом Олимпийского комитета Польши.
С 1960 по 1996 год избирался членом Международного олимпийского комитета. Дважды был председателем Комиссии по культуре МОК (1968—1972 и 1974—1980), затем членом этой комиссии и членом Комиссии по информации и культуре (1973—1974 и 1985—1987), Комиссии по Международной Олимпийской Академии и Олимпийскому воспитанию (англ. Commission for the International Olympic Academy and Olympic Education). После отставки в 1996 году — пожизненный почетный член МОК. Дружил с Президентом МОК Хуаном Антонио Самаранчем.
В 1968 году закончил докторантуру и защитил научное звание доктор в Академии физкультуры в Катовице (пол. Akademii Wychowania Fizycznego w Katowicach). С 15.01.1975 (по другим данным — с 1973) преподавал в Академии физкультуры в Катовице (пол. Akademia Wychowania Fizycznego im. Jerzego Kukuczki w Katowicach) в должности доцента. С 25.07.1978 (по другим данным — с 1974 или 1975 года) по 31.08.1981 работал ректором этой Академии. Написал множество публикаций по физической культуре и туризму, также писал статьи по политической и экономической тематике.
В 1981—1985 годах был президентом Польского футбольного союза. Позже — почётный член Польского футбольного союза.
Он работал также и в других организациях спорта и туризма, в частности, Polskie Towarzystwo Tatrzańskie (с апреля 1947 по 1950 год — вице-президент) и Польское туристско-краеведческое общество (с 1950 года, первый президент этой организации в 1950—1954 годах, почётный член с 15 мая 1965 года). Он был членом других международных организаций, занимающихся спортом и туризмом.
Умер 28 марта 2004 года в Катовице (Польша) и похоронен 2 апреля 2004 года в Кракове (Польша) на Раковицком кладбище.

## Награды
27 февраля 1996 года президент Александр Квасьневский наградил его Орденом Белого Орла «за выдающиеся достижения в деятельности по развитию физической культуры и спорта, за вклад в продвижение идей олимпизма». Ранее награждался различными наградами, в том числе Кавалерским, Офицерским и Командорским Крестами Ордена «Возрождения Польши», Орденом «Крест Грюнвальда» III степени, Орденом «Знамя Труда» I степени, Золотым «Крестом Заслуги», Золотым «Знаком Почета» PTTK и иностранными наградами, в том числе наградами международного олимпийского движения.

## Некоторые публикации Влодзимежа Речека
- Reczek W. Plan i organizacja kultury. — 1947. — 21 с.
- Reczek W. Razvitie kultury fizycznej w Polsce. — Polonia, 1958.
- Reczek W. Zadania w dziedzinie kultury fizycznej i turystyki: referat przewodniczącego GKKFiT Włodzimierza Reczka oraz Uchwała plenum GKKFiT z dnia 16 marca 1972 r. — Główny Komitet Kultury Fizycznej i Turystyki, 1972. — 19 с.
- Reczek W. Model organizacyjny turystyki w Polsce. — Sport i Turystyka, 1977. — 207 с.[7], (1969[1])
- Reczek W., Zachęta (Warsaw). Sport w sztuce: wystawa zorganizowana z okazji 60-lecia Polskiego Komitetu Olimpijskiego. — 1979. — 72 с.
- Reczek W., Roman A. Olimpijskie wyzwania: z dr.Włodzimierzem Reczkiem rozmawia Andrzej Roman. — Agencja Przegląd Sportowy, 1993. — 147 с. — ISBN 8390220709.[7] ISBN 9788390220703
- Historię olimpizmu w Polsce (пол.)[7]
- Rola kultury fizycznej w Polsce (пол.)[7]
- Model ludowej kultury fizycznej, 1956 (пол.)